# 高知自動車道

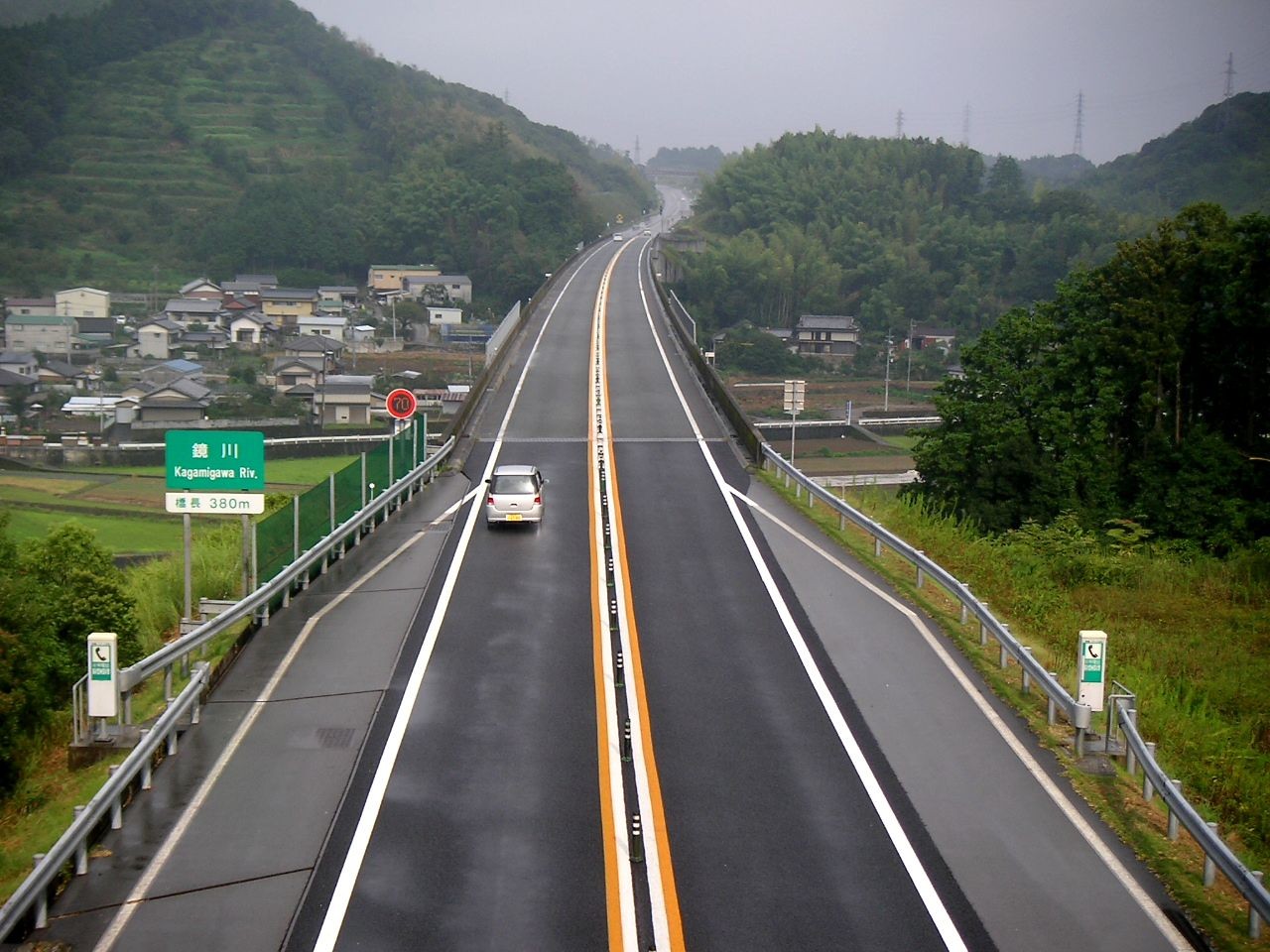
高知交流道 - 伊野交流道間鏡川橋往高知方向

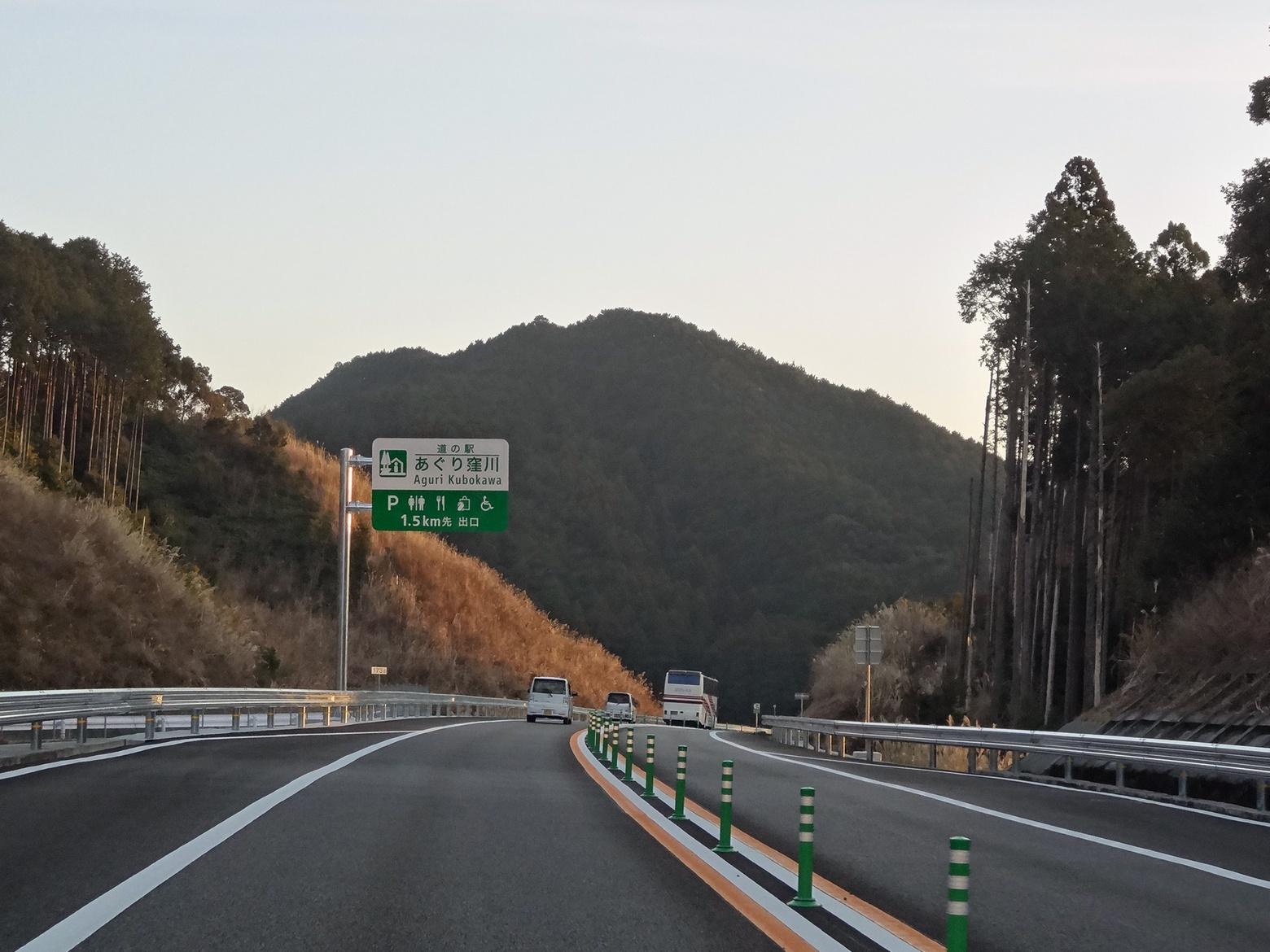
四萬十町東交流道 - 四萬十町中央交流道間往中村方向

高知自動車道（日语：／ Kōchi jidōshadō），是愛媛縣四國中央市川之江系統交流道至高知縣高岡郡四萬十町四萬十町中央交流道，總長118.8公里的高速公路（高速自動車國道）。略稱為高知道（日语：／ Kōchidō）。
高速公路路線編號在川之江系統交流道 - 高知交流道間被編為 「E32」，高知交流道 - 四萬十町中央交流道間（包含須崎道路）則被編為「E56」。
另外，自須崎東交流道至須崎西交流道為須崎道路，屬於高知自動車道的並行一般國道快速道路。

## 概要
法律上的正式路線名為四國橫斷自動車道。四國橫斷自動車道同時也是除了高知自動車道之外，德島自動車道（德島－鳴門系統交流道）、高松自動車道（鳴門系統交流道－川之江東系統交流道）、松山自動車道（大洲北只 - 西予宇和）等部分路段的正式路線名。目前有自四萬十町中央交流道往西延伸，經由四萬十市、南宇和郡愛南町等地區，並預計於宇和島市內與松山自動車道連接的計畫。
高知自動車道縱斷四國山地，擁有42座隧道（下行線39座）和92座橋，屬於山岳道路。川之江東系統交流道 - 南國交流道間約50公里的路段在上行線、下行線分別設了22座、19座的隧道。2008年7月31日，川之江東系統交流道 - 高知交流道全線4車道化工程即將完工之前，在縣境附近一座以暫定2車道方式通行的隧道因其內部照明亮度不足而使駕駛變得困難，引發死亡事故。高知自動車道的起點數來的第一座隧道——法皇隧道，切過了日本最大的斷層「中央構造線」。
從須崎西交流道到四萬十町中央交流道為止是國土交通省以新直轄方式建設的路段，其為免費區間。因此，土佐停車區 - 須崎東交流道間在2007年7月時啟用須崎東收費站，而通車以來所使用的須崎東交流道收費站則被撤除。
高知自動車道把終點改到四万十町後，當地的四万十町商工会開展了「豬肉飯街道」推廣活動，期望提升當地知名度。

## 交流道
- 交流道（IC）編號欄的背景色為■顯示該部分道路已經啟用。設施欄的背景色為■顯示路段未啟用或休止的設施。未開通路段的名稱為臨時名稱（黑潮佐賀IC、黑潮上川口IC、黑潮大方IC除外）。
- 智慧交流道（日语：スマートインターチェンジ）（SIC）的背景色為■。
- 巴士站（BS），○/●為使用中，◆為停用中設施。無標示者為未設置巴士站。
- IC為交流道的簡寫，SIC為智慧交流道（日语：スマートインターチェンジ）的簡寫，JCT為公路分岔點（日语：ジャンクション (道路)）的簡寫，SA為服務區的簡寫，PA為停車區（日语：パーキングエリア）的簡寫，TB為公路收費站的簡寫，BS為巴士站的簡寫。

| 交流道 編號      | 中文設施名稱           | 日文設施名稱         | 英文設施名稱 | 接續路線名稱                                  | 高松西IC起點 里程 （公里） | 巴士站 | 備註                                                                      | 所在地            | 所在地            | 所在地            |
| ---------------- | ---------------------- | -------------------- | ------------ | --------------------------------------------- | -------------------------- | ------ | ------------------------------------------------------------------------- | ----------------- | ----------------- | ----------------- |
| 6                | 川之江JCT              |                      |              | E11 高松自動車道 E11 松山自動車道             | 56.8                       | -      |                                                                           | 愛媛縣 四國中央市 | 愛媛縣 四國中央市 | 愛媛縣 四國中央市 |
| 7                | 川之江東JCT            |                      |              | E32 德島自動車道                              | 59.2                       | -      |                                                                           | 愛媛縣 四國中央市 | 愛媛縣 四國中央市 | 愛媛縣 四國中央市 |
| 8                | 新宮IC                 |                      |              | 愛媛縣道·高知縣道5號川之江大豐線              | 67.8                       |        | 鄰接道之驛霧之森                                                          | 愛媛縣 四國中央市 | 愛媛縣 四國中央市 | 愛媛縣 四國中央市 |
| -                | 馬立PA                 |                      |              | -                                             | 69.5                       |        | 只限川之江JCT方向                                                         | 愛媛縣 四國中央市 | 愛媛縣 四國中央市 | 愛媛縣 四國中央市 |
| -                | 立川PA                 |                      |              | -                                             | 80.5                       |        | 只限宿毛和田IC方向                                                        | 高知縣            | 長岡郡 大豐町     | 長岡郡 大豐町     |
| 9                | 大豐IC/BS              |                      |              | 國道439號                                     | 86.0                       | ○      |                                                                           | 高知縣            | 長岡郡 大豐町     | 長岡郡 大豐町     |
| 10               | 南國IC                 |                      |              | 國道32號                                      | 107.0                      |        |                                                                           | 高知縣            | 南國市            | 南國市            |
| -                | 南國SA                 |                      |              | -                                             | 109.7                      |        |                                                                           | 高知縣            | 南國市            | 南國市            |
| 11               | 高知IC/JCT             |                      |              | E55 高知東部自動車道 高知縣道44號高知北環狀線 | 114.7                      |        |                                                                           | 高知縣            | 高知市            | 高知市            |
| 12               | 伊野IC                 |                      |              | 國道33號（高知西繞道）                        | 125.0                      |        |                                                                           | 高知縣            | 吾川郡 伊野町     | 吾川郡 伊野町     |
| 13               | 土佐IC                 |                      |              | 國道56號（土佐市繞道）                        | 134.0                      |        |                                                                           | 高知縣            | 土佐市            | 土佐市            |
| 13-1             | 土佐PA/SIC             |                      |              | 國道56號（途經市道）                          | 139.5                      |        | SIC只限6 - 22時往川之江JCT方向                                            | 高知縣            | 土佐市            | 土佐市            |
| -                | 須崎東TB               |                      |              | -                                             | 148.5                      | -      |                                                                           | 高知縣            | 須崎市            | 須崎市            |
| 14               | 須崎東IC               |                      |              | 國道56號                                      | 148.9                      |        | 川之江JCT方向出入口                                                       | 高知縣            | 須崎市            | 須崎市            |
| 15               | 須崎中央IC             |                      |              | 高知縣道310號須崎停車場線 國道56號            | 152.2                      |        | 川之江JCT方向出入口                                                       | 高知縣            | 須崎市            | 須崎市            |
| -                | 新莊川橋東詰臨時出入口 | 新荘川橋東詰仮出入口 | /            | 國道56號                                      | 153.4                      |        | 2011年3月5日廢除                                                          | 高知縣            | 須崎市            | 須崎市            |
| 16               | 須崎西IC               |                      |              | 國道56號                                      | 153.8                      |        | 宿毛和田IC方向出入口 川之江JCT方向出口（道之驛聯絡路） 道之驛水獺之里須崎 | 高知縣            | 須崎市            | 須崎市            |
| 17               | 中土佐IC               |                      |              | 國道56號                                      | 160.6                      | △      | 道之驛中土佐                                                              | 高知縣            | 高岡郡            | 中土佐町          |
| 18               | 四萬十町東IC           |                      |              | 高知縣道387號四萬十町東Inter線                | 169.2                      |        | 川之江JCT方向出入口                                                       | 高知縣            | 高岡郡            | 四萬十町          |
| 19               | 四萬十町中央IC         |                      |              | 國道56號                                      | 175.3                      |        | 距離標至175.2KP為止 道之驛Aguri窪川                                       | 高知縣            | 高岡郡            | 四萬十町          |
| 興建中           |                        |                      |              |                                               |                            |        |                                                                           |                   |                   |                   |
| 20               | 四萬十町西IC           |                      |              | 國道56號                                      | 180.7                      |        | 宿毛和田IC方向出入口                                                      | 高知縣            | 高岡郡 四萬十町   | 高岡郡 四萬十町   |
| 21               | 黑潮拳之川IC           |                      |              | 國道56號                                      | 186.3                      |        | 川之江JCT方向出入口                                                       | 高知縣            | 幡多郡 黑潮町     | 幡多郡 黑潮町     |
| -                | 黑潮佐賀IC             |                      | /            | 國道56號                                      | 192.5                      |        | 興建中                                                                    | 高知縣            | 幡多郡 黑潮町     | 幡多郡 黑潮町     |
| -                | 黑潮上川口IC           |                      | /            | 高知縣道55號大方大正線                        | 200.3                      |        | 興建中                                                                    | 高知縣            | 幡多郡 黑潮町     | 幡多郡 黑潮町     |
| -                | 黑潮大方IC             |                      | /            | 國道56號                                      | 206.5                      |        | 興建中                                                                    | 高知縣            | 幡多郡 黑潮町     | 幡多郡 黑潮町     |
| -                | 古津賀IC（臨時名稱）   |                      | /            | 國道56號                                      | 211.6                      |        | 川之江JCT方向出入口 興建中                                                | 高知縣            | 四萬十市          | 四萬十市          |
| 26               | 四萬十IC               |                      |              | 國道56號                                      | 214.4 （112.9）            |        | 距離標自113.2KP起計                                                       | 高知縣            | 四萬十市          | 四萬十市          |
| E56 中村宿毛道路 |                        |                      |              |                                               |                            |        |                                                                           |                   |                   |                   |

- 交流道編號自高松自動車道高松西IC起連續計算。

## 歷史
- 1987年10月8日：大豐交流道 - 南國交流道通車。
- 1991年12月20日：須崎東以西基本計畫決定
- 1992年1月30日：川之江系統交流道 - 大豐交流道通車，與高松自動車道、松山自動車道連接。
- 1998年3月20日：南國交流道 - 伊野交流道通車。
- 1996年12月27日：須崎西交流道 - 四萬十中央交流道間整備計画決定
- 2000年3月11日：川之江東系統交流道通車，與德島自動車道連接（四國8字路網完成）。
- 2002年9月16日：伊野交流道 - 須崎東交流道通車。
- 2005年4月12日：川之江東系統交流道 - 馬立停車區4車道化。
- 2005年4月23日：大豐交流道 - 南國交流道4車道化。
- 2005年10月1日：日本道路公團民營化，改由西日本高速公路管轄。
- 2007年7月31日：廢止須崎東收費站，改設須崎東主線收費站。
- 2008年7月31日：馬立停車區 - 大豐交流道及南國交流道 - 高知交流道4車道化[8]。
- 2009年12月18日：土佐智慧型交流道啟用。
- 2010年2月2日：高知交流道 - 須崎東主線收費站被指定為免費化社會實驗的對象区間。
- 2011年3月5日：須崎西交流道 - 中土佐交流道通車。
- 2011年6月20日：高知交流道 - 須崎東本線主線收費站間的免費化社會實驗結束。
- 2012年12月9日：中土佐交流道 - 四萬十町中央交流道通車[9]。
- 2016年10月14日：黑潮佐賀交流道 - 四萬十交流道間的原案發表。（總長約22公里）[10]

## 路線狀況

### 車道、速限與收費
| 區間                        | 車道 上下行=上行+下行 | 车速限制 | 收費 | 備註 |
| --------------------------- | --------------------- | -------- | ---- | ---- |
| 川之江JCT - 川之江東JCT     | 4=2+2                 | 70 km/h  | 有   |      |
| 川之江東JCT - 高知IC        | 4=2+2                 | 80 km/h  | 有   |      |
| 高知IC - 須崎東IC           | 2=1+1 （暫定2車線）   | 70 km/h  | 有   | ※    |
| 須崎東IC - 四万十町中央IC   | 2=1+1 （暫定2車線）   | 70 km/h  | 無   |      |
| 四万十町西IC - 黒潮拳之川IC | 2=1+1 （完成2車線）   | 70 km/h  | 無   |      |

- ※ : 土佐PA/SIC - 須崎東IC間全線4車線化優先整備區間[11][12][13]

### 道路管理者
- 日本道路公團(通車～2005年)
- 西日本高速公路西日本高速公路四國支社(2005年～現在)
  - 高知高速公路事務所 : 川之江系統交流道 - 須崎東交流道
- 國土交通省 四國地方整備局 
  - 土佐國道事務所 高知國道維持出張所 : 須崎東交流道 - 中土佐交流道
  - 中村河川國道事務所 中村國道出張所 : 中土佐交流道 - 四萬十町中央交流道

#### 高速公路廣播
立川廣播第一局及第二局，設置KP：AM77.5～80.5，新宮交流道至大豐交流道間。

## 地理

### 通過自治體
- 愛媛縣
  - 四國中央市
- 高知縣
  - 長岡郡大豐町 - 香美市 - 南國市 - 高知市 - 吾川郡伊野町 - 土佐市 - 須崎市 - 高岡郡中土佐町 - 四萬十町

### 連接高速公路
- E11 高松自動車道 （於川之江系統交流道連接）
- E11 松山自動車道 （於川之江系統交流道連接）
- E32 德島自動車道 （於川之江東系統交流道連接）
- E55 高知東部自動車道 （高知南國道路）（高知交流道、系統交流道連接）

### 道路位置關係
四國縱貫自動車道
德島自動車道 - 高知自動車道 - 松山自動車道
四國橫斷自動車道
阿南 - 德島 - 德島自動車道 - 高松自動車道 -※高松東道路 - 高松自動車道 - 高知自動車道 - ※須崎道路 - 高知自動車道 - ※窪川佐賀道路 - ※佐賀大方道路 - ※中村宿毛道路 - (預定路段) - ※津島道路 - ※宇和島道路 - 松山自動車道 - ※大洲道路
※為高速自動車國道並行一般國道快速道路。

## 相關項目
- 高速自動車國道
- 四國地方道路列表
- 土讚線

## 外部連結
- 西日本高速道路株式会社 （页面存档备份，存于）